# Maláj Wikipédia
A Maláj Wikipédia (maláj nyelven: ) a Wikipédia projekt maláj nyelvű változata, egy internetes enciklopédia. A Maláj Wikipédiának 13 adminja, 351 611 felhasználója van, melyből 691 fő az aktív szerkesztő. A lapok száma (beleértve a szócikkeket, vitalapokat, allapokat és egyéb lapokat is) 1 141 576, a szerkesztések száma pedig 6 483 008.

## Mérföldkövek
- 2002. október 26. - elindul az oldal
- Jelenlegi szócikkek száma: 338 894 (2020. május 1.)

## Külső hivatkozások
- A Maláj Wikipédia kezdőlapja